# Sfântul Ieronim (pictură de Leonardo da Vinci)
Sfântul Ieronim este o pictură realizată de Leonardo da Vinci în jurul anului 1480, aflată la Muzeele Vaticane (Pinacoteca Vaticanului). 

## Descriere
Pictura îl înfățișează pe Sfântul Ieronim în timpul retragerii sale la Deșertul Sirian, unde a trăit o viață de pustnic. Sfântul Ieronim îngenunchează într-un peisaj stâncos, uitîndu-se spre un crucifix care poate fi observat slab schițat în extremitatea dreaptă a picturii. În mâna dreaptă el are o piatră. La picioarele lui stă un leu, care a devenit companionul loial al lui Ieronim, dupa ce acesta i-a extras un ghimpe din labă.
Pe partea stângă a panoului de fond este reprezentat un peisaj îndepărtat cu un lac înconjurat de munți. În partea dreaptă, caracteristica perceptibilă este o biserică slab-schițată, văzută prin deschiderea rocilor. 
Compoziția picturii este inovatoare pentru forma de trapez oblică figurată de sfânt.